# ATP Challenger Recife
Das ATP Challenger Recife (offiziell: Pernambuco Brasil Open Series) war ein von 1992 bis 2011 stattfindendes Tennisturnier in Recife. Es war Teil der ATP Challenger Tour und wurde im Freien auf Hartplatz ausgetragen.

## Liste der Sieger

### Einzel
| Jahr                         | Sieger       | Finalgegner       | Ergebnis      |
| ---------------------------- | ------------ | ----------------- | ------------- |
| 2011                         | Tatsuma Itō  | Tiago Fernandes   | kampflos      |
| 1995–2010: nicht ausgetragen |              |                   |               |
| 1994                         | Daniele Musa | Doug Flach        | 6:1, 6:4      |
| 1993                         | Mark Petchey | Fernando Meligeni | 6:2, 6:3      |
| 1992                         | Luiz Mattar  | Jaime Oncins      | 7:6, 5:7, 7:5 |

### Doppel
| Jahr                         | Sieger                             | Finalgegner                   | Ergebnis      |
| ---------------------------- | ---------------------------------- | ----------------------------- | ------------- |
| 2011                         | Giovanni Lapentti Fernando Romboli | André Ghem Rodrigo Guidolin   | 6:2, 6:1      |
| 1995–2010: nicht ausgetragen |                                    |                               |               |
| 1994                         | Pablo Albano Patricio Arnold       | Felipe Rivera Cristiano Testa | 7:6, 7:6      |
| 1993                         | João Cunha e Silva Jack Waite      | Michael Geserer Simon Touzil  | 6:3, 6:1      |
| 1992                         | Sébastien Lareau Daniel Nestor     | Luiz Mattar Jaime Oncins      | 5:7, 6:4, 7:6 |